# Жиловский, Виктор Дмитриевич
Виктор Дмитриевич Жиловский (5 апреля 1931, Запорожье, Украинская ССР, СССР — 31 марта 2014, Запорожье, Украина) — советский передовик производства, старший печевой Запорожского титано-магниевого комбината, Герой Социалистического Труда. Лауреат Государственной премии СССР (1976).

## Биография
В 1947 г. окончил запорожское ремесленное училище № 9. В том же году поступил на Запорожский ферросплавный завод.
С 1955 г. — на Запорожском титано-магниевом комбинате:
- 1955 г. — слесарь,
- 1957 г. — вакуумщик,
- 1971 г. — печевой,
- 1973 г. — старший печевой.

Увеличил число обслуживаемых печей с четырёх до десяти, стоял у истоков создания аппарата «Марс 200»; также предложил создать у каждой печи обходной воздухопровод, что снизило технологический цикл на два часа и повысило производительность оборудования на пять процентов. Всего им было предложено десять рационализаторских предложений, позволивших сэкономить свыше двадцати тысяч киловатт-часов электроэнергии и почти на тринадцать тысяч рублей сырья и материалов, значительно повысить качество выпускаемой продукции. В конечном итоге, благодаря новаторским предложениям Жиловского, ему удалось увеличить число обслуживаемых печей в три раза: с четырёх до двенадцати.
Депутат Верховного Совета СССР 10 созыва. Член Президиума Совета профсоюзов Украинской ССР (1982—1987).
Скончался 31 марта 2014 года

## Награды и звания
- Герой Социалистического Труда (1973)
- орден Ленина (1973)
- орденам Дружбы народов и Знак Почета
- Лауреат Государственной премии СССР (1976) — За выдающиеся достижения в труде на основе разработки и выполнения встречных планов, осуществления мероприятий по повышению производительности труда на каждом рабочем месте, обеспечения режимов экономии, развития движения наставничества[2]
- Почётный металлург СССР (1967)
- Почётный гражданин Запорожья (1987)